# Ваняшкино
Ваняшкино — упразднённая в 1973 году деревня на территории современного Саткинском районе Челябинской области России. Вошла в черту рабочего посёлка Межевой

## География
Расположен на западе области, на реке Ай.

## Топоним
Первоначальное наименование и статус — «выселок Ваняшки», от уменьшительно-пренебрежительной формы мужского имени Иван — так звали трёх молодых людей-первопоселенцев

## История
Основана в 1904 году тремя молодыми новопристанинскими рабочими каменотесной фабрики Н. Г. Лазарева — Иваном Яковлевым, Иваном Бисеровым и Иваном Пупышевым.
В 1973 году посёлок Новая Пристань, деревни Ваняшкино, Айская Группа, Парамоновка были включены в состав образуемого рабочего посёлка Межевой.

## Инфраструктура
Детские лагеря «Уралец» и «Барабанщик» на левом берегу Ая, напротив деревни, в сосновом бору у подножия скал.

## Достопримечательности
Ваняшкинские притесы — скалы на левом берегу Ая, напротив деревни.
Большая и Малая Ваняшкинские и Сова — пещеры на левом берегу Ая.